# ولگا-نپر ایرلاینز
ولگا-نپر ایرلاینز (به انگلیسی: Volga-Dnepr Airlines) یک شرکت هواپیمایی با کد یاتا VI است که در تاریخ ۱۹۹۰ میلادی تأسیس شده و در تاریخ ۱۹۹۱ فعالیتش را آغاز کرده‌است.
دفتر مرکزی ولگا-نپر ایرلاینز در اولیانوفسک، روسیه واقع شده‌است و قطب این شرکت هواپیمایی در فرودگاه اولیانوفسک ووستوچنی قرار دارد.